# Alsu Kourmasheva
Alsu Kourmacheva (ou Alsu Kurmasheva), née en 1977, est une journaliste russo-américaine basée à Prague qui travaille au service tatare-bachkir de Radio Free Europe/Radio Liberty. 
Elle est arrêtée à Kazan, capitale de la république du Tatarstan, en Russie, le 18 octobre 2023 et accusée de défaut d'enregistrement en tant qu'agent étranger, car elle n'a pas enregistré son passeport américain. L’accusation est passible d’une peine potentielle de cinq ans de prison. Elle est ensuite également accusée de diffusion de « fausses informations » sur l'armée russe pour sa participation à la publication d’un livre de témoignages de Russes opposés à l’invasion de l'Ukraine. Elle est libérée le 1er août 2024 lors d'un échange de prisonniers. 

## Biographie

### Jeunesse et début de carrière professionnelle
Alsu Kourmacheva naît en 1977. Elle travaille pour Idel.Realii, service de presse tater-bachkir et antenne locale de Radio Free Europe/Radio Liberty. Elle habite à Prague.

### Arrestation et détention
Alsu Kourmacheva entre en Russie le 20 mai 2023 en raison d'une urgence familiale, afin de rendre visite à sa mère, malade selon RFE/RL. Elle est temporairement détenue alors qu'elle attend son vol de retour le 2 juin 2023 à l'aéroport de Kazan et les autorités confisquent ses passeports (l'un russe et l'autre américain), l'empêchant de quitter le pays. Des documents judiciaires indiquent qu'elle est condamnée à une amende de 10 000 roubles pour avoir omis d'enregistrer son passeport américain, le 11 octobre 2023.
Alsu Kourmacheva est de nouveau arrêtée le 18 octobre 2023 et accusée de « non-enregistrement en tant qu'agent étranger », passible d'une peine pouvant aller jusqu'à cinq ans de prison. Plus précisément, les accusations portées contre Alsu Kourmacheva allèguent qu’elle « a délibérément mené une collecte ciblée d’informations militaires sur les activités russes via Internet afin de transmettre des informations à des sources étrangères ». Son avocat, Edgar Matevosyan, déclare qu'elle plaide non coupable. Le 20 octobre 2023, les autorités russes prolongent de trois jours la détention de Kourmacheva. Le 23 octobre 2023, le tribunal de district de Kazan rejette la demande d'Alsu Kourmacheva de mesures provisoires pour éviter l'incarcération, la plaçant dans un centre de détention jusqu'au 5 décembre 2023. Sa détention est ensuite prolongée jusqu'en avril 2024.
Avant d'être libérée, début 2024, elle est ensuite poursuivie pour diffusion de « fausses informations » sur l'armée russe. En cause, sa participation à la publication l'année précédente d'un livre intitulé Dire non à la guerre, 40 histoires de Russes opposés à l'invasion russe de l'Ukraine, dans un contexte d'interdiction de mention de l'invasion de l'Ukraine, décrite comme une « opération militaire spéciale ».
Le 1er avril 2024, un tribunal russe prolonge sa détention jusqu’au 5 juin 2024. Le 31 mai 2024, la détention provisoire d'Alsu Kourmacheva est de nouveau prolongée par le tribunal, jusqu'au 5 août 2024.

### Réactions
La détention d'Alsu Kourmacheva suscite de nombreuses critiques, en particulier de la part des gouvernements occidentaux et des organisations internationales de défense des droits de l'homme et de la liberté des médias. Dmitri Kozelev, un éminent journaliste russe, déclare à propos de son arrestation qu'« un autre otage a été pris ». Le Comité pour la protection des journalistes demande à la Russie de libérer Alsu Kourmacheva, exprimant sa « profonde préoccupation » concernant sa détention et déclarant que « le journalisme n'est pas un crime ». Pour Amnesty international, « La persécution d'Alsu Kurmasheva est un exemple de la répression incessante contre le journalisme et le droit à la liberté d'expression en Russie ». Le département d'État américain affirme que la détention d'Alsu Kourmacheva est un cas de harcèlement russe envers les citoyens américains, ce que nie le porte-parole du Kremlin, Dmitri Peskov. Selon Associated Press, des analystes affirment que la Russie pourrait utiliser les Américains emprisonnés comme monnaie d'échange après l'augmentation des tensions russo-américaines à la suite de l'invasion russe de l'Ukraine. 

### Libération
Le 1er août 2024, elle est libérée par la Russie et quitte le pays à la suite d'un échange de prisonniers. Sont également compris dans l'échange les opposants Ilia Iachine, Oleg Orlov et Vladimir Kara-Mourza, les ressortissants américains Paul Whelan et Evan Gershkovich, ainsi que plusieurs autres personnes.

## Vie privée
Alsu Kourmacheva possède les nationalités américaine et russe,. Elle est mariée et mère de deux enfants.